# Concistori di papa Gregorio IX

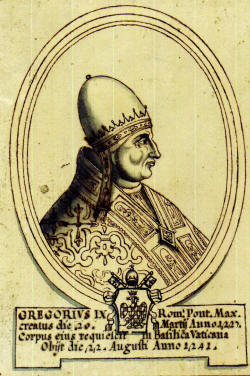
Papa Gregorio IX

Questa voce raccoglie l'elenco completo dei concistori per la creazione di nuovi cardinali presieduti da papa Gregorio IX, con l'indicazione di tutti i cardinali creati su cui si hanno informazioni documentarie (16 nuovi cardinali in 5 concistori). I nomi sono posti in ordine di creazione.

## 18 settembre 1227 (I)
- Jean Halgrin d'Abbeville, O.S.B.Clun., patriarca di Costantinopoli; creato cardinale vescovo di Sabina (morto nel settembre 1238)
- Goffredo Castiglioni, creato cardinale presbitero di San Marco; poi eletto Papa Celestino IV il 25 ottobre 1241 (morto nel novembre dello stesso anno)
- Rinaldo dei Signori di Jenne, creato cardinale diacono di Sant'Eustachio; poi eletto Papa Alessandro IV il 12 dicembre 1254 (morto nel maggio 1261)
- Sinibaldo Fieschi dei conti di Lavagna, creato cardinale presbitero di San Lorenzo in Lucina; poi eletto Papa Innocenzo IV il 25 giugno 1243 (morto nel dicembre 1254)
- Barthélemy, vescovo eletto di Châlons-sur-Marne (Francia); creato cardinale presbitero di Santa Pudenziana (morto nel marzo 1231)
- Ottone da Tonengo, cappellano papale; creato cardinale diacono di San Nicola in Carcere (morto tra il 1250 e il 1251)

## Dicembre 1228 (II)
- Jacques de Vitry, Can.Reg. O.S.A., vescovo di Acri (Siria); creato cardinale vescovo di Frascati (morto nel maggio 1240)
- Niccolò dei Conti di Segni, creato cardinale presbitero di San Marcello (morto nel dicembre 1239)

## Settembre 1231 (III)
- Giacomo Pecorara, O.Cist., creato cardinale vescovo di Palestrina (morto nel giugno 1244)
- Simon de Sully, creato cardinale presbitero di Santa Cecilia (morto nell'agosto 1232)
- Raymond de Pons, creato cardinale presbitero (titolo ignoto) (morto ca. 1232)

## 1237 (IV)
- Riccardo Annibaldi, creato cardinale diacono di Sant'Angelo in Pescheria (morto nel settembre 1276)
- François Cassard, creato cardinale presbitero dei Santi Silvestro e Martino ai Monti (morto nell'agosto 1237)
- Guy, creato cardinale diacono di Sant'Eustachio (morto ca. 1239)

## 1239 (V)
- Robert Somercotes, creato cardinale diacono forse di Sant'Adriano al Foro (morto nel settembre 1241)
- Ramón Nonato, O.de M., creato cardinale diacono forse di Sant'Eustachio (morto nell'agosto 1240); santo, la sua festa ricorre il 31 agosto

## Fonti
- (EN) Current and historical information about the Bishops and Dioceses of the Catholic Hierarchy around the world, su catholic-hierarchy.org.
- (EN) Salvador Miranda, Gregory IX, su fiu.edu – The Cardinals of the Holy Roman Church, Florida International University. URL consultato il 27 luglio 2015.